# No Escape (At Vance)
No Escape è il primo album in studio del gruppo musicale tedesco power metal degli At Vance, pubblicato nel 1999.
Il disco è stato ripubblicato da AFM Records nel 2006.

## Tracce

### Edizione standard
Testi e musiche di Olaf Lenk, eccetto quando diversamente indicato.
1. Flying High – 5:16
2. No Escape – 3:16
3. No Speak – 1:41
4. Die In Your Arms – 5:29
5. All For One, One For All – 4:28 (Oliver Hartmann)
6. Money, Money – 3:06
7. Antonio Vivaldi; Four Seasons - Summer (Strumentale) – 3:18 (musica: Antonio Vivaldi)
8. Lost In Your Love – 4:30
9. Power & Glory – 5:16
10. Seven Seas – 6:12

### Tracce bonus
1. Eye Of The Tiger (cover dei Survivor, dal disco Eye of the Tiger del 1982) – 4:34 (Survivor)
2. Shout (cover dei Tears for Fears, dal disco Songs from the Big Chair del 1985) – 6:03 (Björn Ulvaeus, Benny Andersson, Ian Stanley, Roland Orzabal)
3. Logical Song (cover dei Supertramp, dal disco Breakfast in America del 1979) (Rick Davies, Roger Hodgson)

## Formazione

### Gruppo
- Oliver Hartmann – voce, chitarra
- Olaf Lenk – chitarra, tastiere
- Rainald König – basso
- Ulli Müller – tastiere
- Mark Cross (con lo pseudonimo Spoony) – batteria

### Produzione
- Olaf Lenk – produzione, missaggio, mastering
- Axel Thubeauville – produzione, missaggio
- Eric Philippe – copertina